# Falanthos
Falanthos (in greco Φάλανθος?) è un ex comune della Grecia nella periferia del Peloponneso di 1 310 abitanti secondo i dati del censimento 2001.
È stato soppresso a seguito della riforma amministrativa detta Programma Callicrate in vigore dal gennaio 2011 ed è ora compreso nel comune di Tripoli.

## Località
Falanthos è diviso nelle seguenti località:
- Alonistaina
- Chrysovitsi (Chrysovitsi, Manteika)
- Mainalo
- Piana
- Roeino
- Silimna
- Tselepakos